# Movimiento Critique du Droit
La asociación o Movimiento Critique du Droit (MCD) es un movimiento que existe entre 1978 y 1985 conformado por jóvenes profesores de Derecho de Francia, vinculados a la extrema izquierda. Su objetivo era impugnar el método positivista y conservador de concebir la enseñanza del Derecho en las facultades de ciencias jurídicas e impulsar una nueva metodología pedagógica, basada en el análisis marxista, destinada a la formación de juristas críticos.

## Creación y publicaciones del Movimiento Critique de Droit
La asociación Critique du Droit tiene sus orígenes en la publicación en 1976 del libro Una introducción crítica al derecho, de Michel Miaille, y la redacción en 1978 de un libro Manifiesto titulado Pour une critique du Droit. El movimiento estaba integrado por parte de un grupo de jóvenes docentes de universidades de provincia del sur del país (Lyon, Montpellier, Saint-Etienne, Grenoble), mayoritariamente de Derecho Público aunque también algunos de Derecho Privado y Ciencia política
Durante su vigencia, el movimiento se fijó como objetivo la publicación con la editorial Masperó, una editorial emblemática del pensamiento de izquierdas en la Francia de la época, de contramanuales para cada materia. Frente a los libros oficiales, lo manuales clásicos de derecho constitucional, derecho del trabajo, derecho civil, etc. el proyecto de Critique du droit era poner enfrente un manual crítico basado en la teoría marxista, que sería como la concreción, en el sector de la disciplina correspondiente, de la teoría con la que creían debían formarse los futuros juristas críticos.
Se publicaron alrededor de quince manuales, entre ellos, el libro de G. de la Pradelle, L’homme juridique (1980), que actuaba como contramanual de los libros clásicos sobre el derecho civil de las personas. El libro de Miche Miaille, El estado del Derecho (1985) , que era un contramanual de Derecho Constitucional. El libro colectivo de A. Jeammaud, A. Roudil y otros, Le droit capitaliste du travail (1980), como contramanual de derecho del trabajo. O el libro colectivo de M. Jeantin, J. Pages y otros, Droit des faillites et restructuration du capital (1982), como contramanual de derecho mercantil.
También se publicaron tesis doctorales como la de Jacques Michel sobre La sociedad jurídica en Marx. Al mismo tiempo, tenían una revista que salía a la calle dos veces al año donde se publicaban estudios de jóvenes profesores participantes del movimiento y se realizaban encuentros académicos de discusión.

## Integrantes
Algunos de los principales integrantes de la Asociación Critique du Droit fueron, entre otros: Michel Miaille, Philippe Dujardin, Antoine Jeammaud, Jacques Michel, Claude Journès, Maurice Bourjol, Philippe Dujardin, Jean-Jacques Gleizal, Michel Jeantin, Paul Alliès, Robert Charvin, Gérard Farjat, Evelyne Serverin, Jacques Poumarède, Georges Khenaffou, Jean-François Davignon o Géraud de la Pradelle.

## Disolución
El ambicioso proyecto de elaborar contramanuales que lograran combatir la ideología dominante en las facultades de Derecho en Francia, y a su vez, innovar la forma de entender la docencia y la enseñanza del derecho, fracasó. Los motivos de ello pueden ubicarse en varios factores:
Por un lado, el MCD tenía presencia en universidades de provincia del sur de Francia pero nunca llegó a tener implantación en las universidades parisinas cuyos catedráticos redactaban los manuales de referencia para todo el país.
Por otro lado, con la conformación en 1981 del nuevo gobierno de izquierdas, los profesores del MCD que continuaron manteniendo un discurso crítico frente a las políticas gubernamentales fueron aislados, lo que llevó a que se encontraran con cada vez mayores dificultades para publicar y difundir su obra.
Todo ello llevó a que los pocos profesores del MCD que quedaron acabarán recluyéndose en  grupos de investigación en sus universidades que acabaron convirtiéndose en centros oficiales de investigación de las mismas, renunciando a un proyecto nacional de transformación de la enseñanza del derecho en el país. En 1986-1987, el MCD ya está absolutamente disuelto.